# Voepass Linhas Aéreas
Voepass Linhas Aéreas, anciennement connue sous le nom de Passaredo Linhas Aéreas, est une compagnie aérienne basée à Ribeirão Preto, dans l'État de São Paulo au Brésil. Elle exploite des services régionaux. Sa base principale est l'aéroport Dr Leite Lopes de Ribeirão Preto.
Selon l'Agence nationale de l'aviation civile du Brésil (en) (ANAC), entre janvier et décembre 2019, Passaredo détenait 0,3% de la part du marché intérieur des passagers-kilomètres payants (RPK), ce qui en fait la cinquième compagnie aérienne nationale du Brésil.

## Histoire
La société de transport par autobus Passaredo, propriété de Viação Passaredo, a commencé ses opérations d'avions régionaux en 1995. À la suite d'une suspension de ses activités en avril 2002, la société a repris ses activités en 2004. Elle appartient à 100% au Grupo Passaredo.
De 2010 à 2014, Passaredo a conclu un partenariat opérationnel avec Gol Linhas Aéreas, remplaçant un accord similaire antérieur avec TAM Airlines (aujourd'hui LATAM Airlines). En 2014, Passaredo a rétabli un partenariat opérationnel avec TAM (aujourd'hui LATAM). En janvier 2017, Passaredo a rétabli un partenariat opérationnel avec Gol Linhas Aéreas pour certains vols, tout en maintenant un partenariat avec LATAM.
Passaredo a saisi le tribunal de faillite commerciale et de réorganisation de Ribeirão Preto le 19 octobre 2012 pour l'ouverture d'une procédure de «réorganisation judiciaire» conformément à la nouvelle loi brésilienne sur la faillite et la restructuration (loi 11.101). Les opérations se poursuivent normalement.
En 2014, Passaredo, comme Avianca, a été considéré comme le transporteur aérien plus sûr du Brésil dans un classement d'AirlineRatings.com, recevant sept étoiles. Le personnel a évalué 449 compagnies aériennes selon les critères de sécurité. Un total de 149 compagnies aériennes évaluées ont obtenu sept étoiles, le score le plus élevé.
Le 3 juillet 2017, la société a été vendue à Viação Itapemirim. Le 11 septembre 2017, Passaredo s'est retiré de la vente à Itapemirim, pour rupture de contrat.
Le 21 août 2019, Passaredo a annoncé l'achat de MAP Linhas Aéreas, avec les douze créneaux à l'aéroport de São Paulo-Congonhas accordés à MAP le 14 août. Passaredo a obtenu quatorze créneaux. Ensemble, ces créneaux aideront Passaredo à construire son propre réseau depuis l'aéroport de Congonhas, en se concentrant sur les marchés mal desservis ou non desservis. Au départ, les deux sociétés fonctionneront de manière indépendante. Il existe des plans pour une future fusion. Le même jour, Passaredo a également annoncé le changement de son nom en VoePass Linhas Aéreas. 
Le 11 mars 2025, l'Agence nationale de l'aviation civile du Brésil (en) (Anac) inflige à Voepass « la suspension » de ses vols « jusqu'à ce qu'elle démontre la capacité de garantir le niveau de sécurité exigé par les normes en vigueur », en raison de manquements répétés aux exigences de sécurité constatés lors d'inspections menées en octobre 2024 et février 2025. Le 24 juin 2025, l'Anac annonce l'annulation définitive du certificat d'opérateur aérien de Voepass en raison de « défaillances graves et persistantes » dans son système de maintenance.

## Destinations
En octobre 2020, Voepass Linhas Aéreas assurait des services réguliers vers les destinations suivantes au Brésil : (les destinations comprennent celles exploitées par MAP Linhas Aéreas et pour le compte de Gol Transportes Aéreos) :

## Accidents et incidents
- Le 25 août 2010, le vol Passaredo Linhas Aéreas 2231, exploité par un Embraer ERJ-145, s'écrase à l'approche de Vitória da Conquista dans l'État de Bahia. L'avion s'est posé en deçà de la piste et l'équipage a perdu le contrôle, ce qui a causé de graves dommages à l'avion avant de s'immobiliser loin de la piste. Deux des 27 personnes à bord ont été blessées. La compagnie aérienne a déclaré que l'avion n'était pas en mesure d'abaisser le train d'atterrissage, bien que les observateurs aient déclaré que le train d'atterrissage avait été abaissé pendant l'atterrissage de l'avion[15].
- Le 9 août 2024, un avion ATR 72-500 du vol Voepass Linhas Aéreas 2283 s'écrase avec soixante-deux personnes à bord (cinquante-huit passagers et quatre membres d’équipage) dans un quartier résidentiel de Vinhedo, une ville située dans l’intérieur de l’État de Sao Paulo, au Brésil[16]après une perte de contrôle en spirale causant la mort des soixante-deux occupants. Ils avaient quittés Cascavel dans l'État du Paraná pour l'aéroport international de São Paulo/Guarulhos. Le signal du vol s'est perdu peu avant 13h30, heure locale. L’ATR 72-500 impliqué dans l’accident avait été fabriqué en 2010 et acquis par la compagnie aérienne Voepass en septembre 2022.